# يوهانس بيرنس
يوهانس بيرنس (بالألمانية: Johannes Behrens) (و. 1864 – 1940 م) هو عالم نبات، من ألمانيا، ولد في هيلدسهايم، توفي في هيلدسهايم، عن عمر يناهز 76 عاماً.